# Dubrovnik (1931)
Dubrovnik byl torpédoborec jugoslávského královského námořnictva. Sloužil jako vůdčí loď torpédoborců a patřil k největším plavidlům své kategorie. Měl být první lodí své třídy, kvůli hospodářské krizi však zůstal osamocen. V průběhu druhé světové války byl torpédoborec ukořistěn Itálii a později Německem. Potopen byl v dubnu 1945.

## Pozadí vzniku

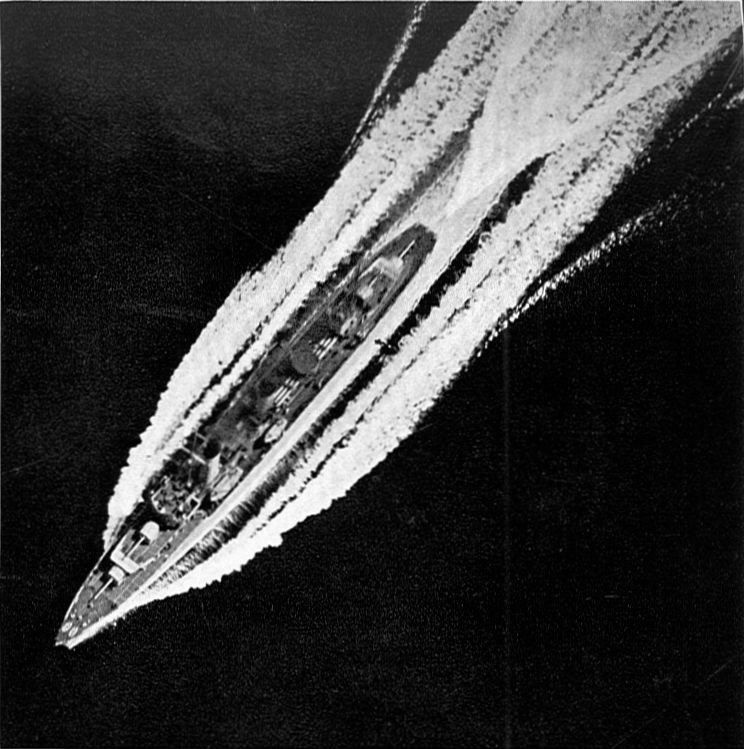
Dubrovnik v roce 1936

Torpédoborec postavila britská loděnice Yarrow Shipbuilders v Glasgow. Trup byl na vodu spuštěn 10. října 1931 a do služby byl nasazen v roce 1932.

## Konstrukce
Kompletní hlavňovou výzbroj plavidla dodala československá zbrojovka Škoda. Výzbroj tvořily čtyři 140mm kanóny v jednohlavňových věžích, dva 84mm kanóny, šest 40mm kanónů, dva 15mm kulomety a dva trojhlavňové 533mm torpédomety. K ničení ponorek sloužily dva vrhače a dvě skluzavky hlubinných pum. Loď mohla nést až 40 min. Pohonný systém tvořily tři kotle Yarrow a dvě parní turbíny Parsons o výkonu 48 000 shp, pohánějící dva lodní šrouby. Nejvyšší rychlost dosahovala 37 uzlů.

## Operační služba

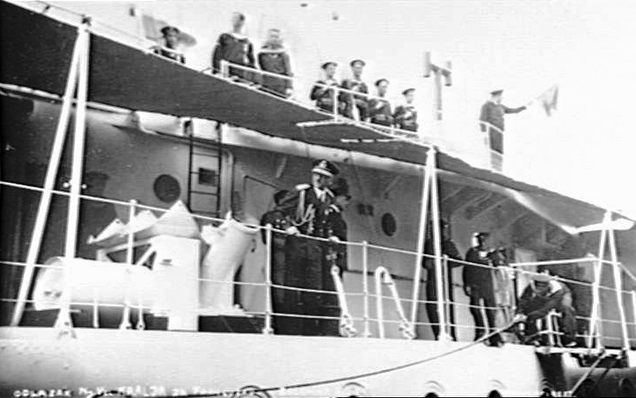
Král Alexandr I. na palubě torpédoborce Dubrovnik, říjen 1934

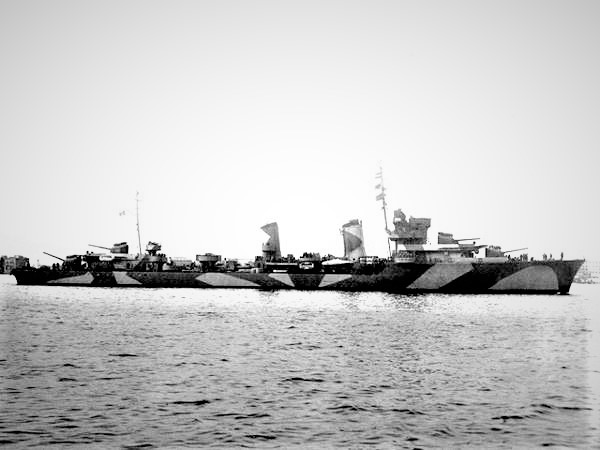
Italský torpédoborec Premuda (ex Dubrovnik)

V říjnu 1934 Dubrovnik přepravil jugoslávského krále Alexandra I. na státní návštěvu do Marseille, kde byl zavražděn. Následně torpédoborec převezl královy ostatky zpět do Jugoslávie.
Po okupaci Jugoslávie v dubnu 1941 plavidlo získalo italské námořnictvo, které jej přejmenovalo na Premuda. Italové plavidlo pro své potřeby upravili. Hlavní kanóny a torpédomety zůstaly beze změny, sekundární výzbroj nově tvořil jeden 102mm kanón (později nahrazen dvěma 37mm kanóny), dva 37mm kanóny a čtyři 20mm kanóny.
Po italské kapitulaci torpédoborec v Janově dne 8. září 1943 obsadili Němci. Nechali jej přestavět k navádění nočních stíhačů. Roku 1944 Kriegsmarine loď zařadila do služby pod označením TA 32. K tomu sloužily radary Würzburg a Freya. Výrazně byla změněna výzbroj plavidla, nyní ve složení čtyři 105mm kanóny, čtyři 37mm kanóny, třicet šest 20mm kanónů a jeden trojhlavňový 533mm torpédomet. Torpédoborec se konce války nedočkal, neboť byl 24. dubna 1945 potopen v Janově.